# Sudong-ku
Sudong-ku é um condado na província de Hamgyong Sul, na Coreia do Norte.